# Ster ZLM Toer 2014
De 28e editie van de Ster ZLM Toer werd verreden van 18 tot en met 22 juni 2014. De wedstrijd startte in Bladel en eindigde in Boxtel. De wedstrijd maakt deel uit van de UCI Europe Tour 2014, in de categorie 2.1. In 2013 won de Nederlander Lars Boom. Deze editie werd gewonnen door de Belg Philippe Gilbert, die de ronde voor de derde keer op zijn naam wist te schrijven.

## Deelnemende ploegen
| WorldTour               | ProContinentaal             | Continentaal                  |
| ----------------------- | --------------------------- | ----------------------------- |
| Belkin                  | Androni Giocattoli          | De Rijke                      |
| Giant-Shimano           | Topsport Vlaanderen-Baloise | Jo Piels                      |
| BMC Racing Team         | Wanty-Groupe Gobert         | KOGA                          |
| Garmin Sharp            |                             | Metec-TKH                     |
| Lotto-Belisol           |                             | Rabobank DT                   |
| Omega Pharma-Quick-Step |                             | Sunweb-Napoleon Games         |
|                         |                             | Telenet-Fidea                 |
|                         |                             | Vastgoedservice-Golden Palace |

## Etappe-overzicht
| etappe  | datum   | start          | finish         | type       | afstand  | winnaar          | klassementsleider |
| ------- | ------- | -------------- | -------------- | ---------- | -------- | ---------------- | ----------------- |
| Proloog | 18 juni | Bladel         | Bladel         | Proloog    | 7 km     | Philippe Gilbert | Philippe Gilbert  |
| 2e      | 19 juni | Rucphen        | St. Willebrord | Vlakke rit | 183,9 km | Marcel Kittel    | Marcel Kittel     |
| 3e      | 20 juni | Buchten        | Buchten        | Heuvelrit  | 190,5 km | Greg Henderson   | Marcel Kittel     |
| 4e      | 21 juni | Hotel Verviers | La Gileppe     | Heuvelrit  | 186,7 km | Philippe Gilbert | Philippe Gilbert  |
| 5e      | 22 juni | Gerwen         | Boxtel         | Vlakke rit | 173,7 km | André Greipel    | Philippe Gilbert  |

## Etappe-uitslagen

### Proloog
| Bladel – Bladel (7 km (Proloog)) |                   |                         |       |
| Plaats                           | Naam              | Ploeg                   | Tijd  |
| Winnaar                          | Philippe Gilbert  | BMC Racing Team         | 8'37" |
| 2                                | Dylan van Baarle  | Garmin Sharp            | + 1"  |
| 3                                | Albert Timmer     | Giant-Shimano           | z.t.  |
| 4                                | Steven Lammertink | Jo Piels                | z.t.  |
| 5                                | Marcel Kittel     | Giant-Shimano           | z.t.  |
| 6                                | Brian van Goethem | Metec-TKH               | + 3"  |
| 7                                | Gianni Meersman   | Omega Pharma-Quick-Step | z.t.  |
| 8                                | Jos van Emden     | Belkin                  | + 4"  |
| 9                                | Rick Flens        | Belkin                  | z.t.  |
| 10                               | Tim Wellens       | Lotto-Belisol           | z.t.  |

### 2e etappe
| Rucphen – St. Willebrord (183,9 km) |                     |                             |          |
| Plaats                              | Naam                | Ploeg                       | Tijd     |
| Winnaar                             | Marcel Kittel       | Giant-Shimano               | 4u19'44" |
| 2                                   | Tyler Farrar        | Garmin Sharp                | z.t.     |
| 3                                   | Gianni Meersman     | Omega Pharma-Quick-Step     | z.t.     |
| 4                                   | Roy Jans            | Wanty-Groupe Gobert         | z.t.     |
| 5                                   | Tim Merlier         | Sunweb-Napoleon Games       | z.t.     |
| 6                                   | Michael Van Staeyen | Topsport Vlaanderen-Baloise | z.t.     |
| 7                                   | Dylan Groenewegen   | De Rijke                    | z.t.     |
| 8                                   | Johim Ariesen       | Metec-TKH                   | z.t.     |
| 9                                   | Jens Debusschere    | Lotto-Belisol               | z.t.     |
| 10                                  | Gianni Vermeersch   | Sunweb-Napoleon Games       | z.t.     |

| Algemeen klassement |                   |                         |          |
| Plaats              | Naam              | Ploeg                   | Tijd     |
| Gele trui           | Marcel Kittel     | Giant-Shimano           | 4u28'12" |
| 2                   | Gianni Meersman   | Omega Pharma-Quick-Step | + 8"     |
| 3                   | Philippe Gilbert  | BMC Racing Team         | + 9"     |
| 4                   | Dylan van Baarle  | Garmin Sharp            | + 10"    |
| 5                   | Albert Timmer     | Giant-Shimano           | z.t.     |
| 6                   | Tyler Farrar      | Garmin Sharp            | + 11"    |
| 7                   | Brian van Goethem | Metec-TKH               | + 12"    |
| 8                   | Jos van Emden     | Belkin                  | + 13"    |
| 9                   | Tim Wellens       | Lotto-Belisol           | z.t.     |
| 10                  | Thomas Dekker     | Garmin Sharp            | z.t.     |

### 3e etappe
| Buchten – Buchten (190,5 km) |                     |                             |          |
| Plaats                       | Naam                | Ploeg                       | Tijd     |
| Winnaar                      | Greg Henderson      | Lotto-Belisol               | 4u30'26" |
| 2                            | Tyler Farrar        | Garmin Sharp                | z.t.     |
| 3                            | André Greipel       | Lotto-Belisol               | z.t.     |
| 4                            | Michael Van Staeyen | Topsport Vlaanderen-Baloise | z.t.     |
| 5                            | Coen Vermeltfoort   | De Rijke                    | z.t.     |
| 6                            | Paul Martens        | Belkin                      | z.t.     |
| 7                            | Kenny van Hummel    | Androni Giocattoli          | z.t.     |
| 8                            | Mike Teunissen      | Rabobank DT                 | z.t.     |
| 9                            | Roy Jans            | Wanty-Groupe Gobert         | z.t.     |
| 10                           | Wesley Kreder       | Wanty-Groupe Gobert         | z.t.     |

| Algemeen klassement |                   |                         |          |
| Plaats              | Naam              | Ploeg                   | Tijd     |
| Gele trui           | Marcel Kittel     | Giant-Shimano           | 8u58'38" |
| 2                   | Gianni Meersman   | Omega Pharma-Quick-Step | + 5"     |
| 3                   | Tyler Farrar      | Garmin Sharp            | z.t.     |
| 4                   | Philippe Gilbert  | BMC Racing Team         | + 7"     |
| 5                   | Greg Henderson    | Lotto-Belisol           | + 9"     |
| 6                   | Brian van Goethem | Metec-TKH               | + 12"    |
| 7                   | Tim Wellens       | Lotto-Belisol           | z.t.     |
| 8                   | Jos van Emden     | Belkin                  | + 13"    |
| 9                   | Thomas Dekker     | Garmin Sharp            | z.t.     |
| 10                  | Dylan van Baarle  | Garmin Sharp            | + 17"    |

### 4e etappe
| Hotel Verviers – La Gileppe (186,7 km) |                    |                         |          |
| Plaats                                 | Naam               | Ploeg                   | Tijd     |
| Winnaar                                | Philippe Gilbert   | BMC Racing Team         | 4u40'01" |
| 2                                      | Tim Wellens        | Lotto-Belisol           | + 3"     |
| 3                                      | Paul Martens       | Belkin                  | + 6"     |
| 4                                      | Gianni Meersman    | Omega Pharma-Quick-Step | + 10"    |
| 5                                      | Mike Teunissen     | Rabobank DT             | z.t.     |
| 6                                      | Jempy Drucker      | Wanty-Groupe Gobert     | z.t.     |
| 7                                      | Maurits Lammertink | Jo Piels                | z.t.     |
| 8                                      | Gianni Vermeersch  | Sunweb-Napoleon Games   | z.t.     |
| 9                                      | Dylan van Baarle   | Garmin Sharp            | z.t.     |
| 10                                     | Roy Curvers        | Giant-Shimano           | z.t.     |

| Algemeen klassement |                  |                               |           |
| Plaats              | Naam             | Ploeg                         | Tijd      |
| Gele trui           | Philippe Gilbert | BMC Racing Team               | 13u38'36" |
| 2                   | Tim Wellens      | Lotto-Belisol                 | + 12"     |
| 3                   | Gianni Meersman  | Omega Pharma-Quick-Step       | + 18"     |
| 4                   | Paul Martens     | Belkin                        | + 24"     |
| 5                   | Thomas Dekker    | Garmin Sharp                  | + 26"     |
| 6                   | Dylan van Baarle | Garmin Sharp                  | + 30"     |
| 7                   | Albert Timmer    | Giant-Shimano                 | z.t.      |
| 8                   | Wout van Aert    | Vastgoedservice-Golden Palace | + 32"     |
| 9                   | Jos van Emden    | Belkin                        | + 37"     |
| 10                  | Tijmen Eising    | Metec-TKH                     | + 41"     |

### 5e etappe
| Gerwen – Boxtel (173,7 km) |                     |                             |          |
| Plaats                     | Naam                | Ploeg                       | Tijd     |
| Winnaar                    | André Greipel       | Lotto-Belisol               | 3u54'41" |
| 2                          | Tyler Farrar        | Garmin Sharp                | z.t.     |
| 3                          | Robert Wagner       | Belkin                      | z.t.     |
| 4                          | Michael Van Staeyen | Topsport Vlaanderen-Baloise | z.t.     |
| 5                          | Roy Jans            | Wanty-Groupe Gobert         | z.t.     |
| 6                          | Dylan Groenewegen   | De Rijke                    | z.t.     |
| 7                          | Kenny van Hummel    | Androni Giocattoli          | z.t.     |
| 8                          | Gianni Meersman     | Omega Pharma-Quick-Step     | z.t.     |
| 9                          | Johim Ariesen       | Metec-TKH                   | z.t.     |
| 10                         | Mike Teunissen      | Rabobank DT                 | z.t.     |

## Eindklassementen
| Plaats    | Naam                | Ploeg                         | Tijd      |
| --------- | ------------------- | ----------------------------- | --------- |
| Gele trui | Philippe Gilbert    | BMC Racing Team               | 17u33'17" |
| 2         | Tim Wellens         | Lotto-Belisol                 | + 12"     |
| 3         | Gianni Meersman     | Omega Pharma-Quick-Step       | + 17"     |
| 4         | Paul Martens        | Belkin                        | + 24"     |
| 5         | Thomas Dekker       | Garmin Sharp                  | + 26"     |
| 6         | Dylan van Baarle    | Garmin Sharp                  | + 30"     |
| 7         | Albert Timmer       | Giant-Shimano                 | z.t.      |
| 8         | Wout van Aert       | Vastgoedservice-Golden Palace | + 32"     |
| 9         | Jos van Emden       | Belkin                        | + 37"     |
| 10        | Tyler Farrar        | Garmin Sharp                  | + 39"     |
| 11        | Tijmen Eising       | Metec-TKH                     | + 41"     |
| 12        | Maurits Lammertink  | Jo Piels                      | + 43"     |
| 13        | Jempy Drucker       | Wanty-Groupe Gobert           | + 47"     |
| 14        | Zico Waeytens       | Topsport Vlaanderen-Baloise   | + 49"     |
| 15        | Christoph Pfingsten | De Rijke                      | + 52"     |
| 16        | Brian van Goethem   | Metec-TKH                     | + 53"     |
| 17        | Jesper Asselman     | Metec-TKH                     | z.t.      |
| 18        | Gianni Vermeersch   | Sunweb-Napoleon Games         | + 54"     |
| 19        | Rob Ruijgh          | Vastgoedservice-Golden Palace | z.t.      |
| 20        | Mike Teunissen      | Rabobank DT                   | + 55"     |

| Plaats    | Naam             | Ploeg           | Punten |
| --------- | ---------------- | --------------- | ------ |
| Rode trui | Tyler Farrar     | Garmin Sharp    | 36     |
| 2         | Philippe Gilbert | BMC Racing Team | 30     |
| 3         | André Greipel    | Lotto-Belisol   | 25     |
|           |                  |                 |        |
| 10        | Dylan van Baarle | Garmin Sharp    | 14     |

| Plaats     | Naam              | Ploeg                   | Punten |
| ---------- | ----------------- | ----------------------- | ------ |
| Witte trui | Timo Roosen       | Rabobank DT             | 10     |
| 2          | Nicola Testi      | Androni Giocattoli      | 7      |
| 3          | Brian van Goethem | Metec-TKH               | 6      |
|            |                   |                         |        |
| 4          | Gianni Meersman   | Omega Pharma-Quick-Step | 4      |

| Plaats        | Naam               | Ploeg                         | Punten |
| ------------- | ------------------ | ----------------------------- | ------ |
| Bolletjestrui | Dries Hollanders   | Metec-TKH                     | 35     |
| 2             | Ronan van Zandbeek | De Rijke                      | 12     |
| 3             | Wout van Aert      | Vastgoedservice-Golden Palace | 10     |

| Plaats | Ploeg               | Tijd      |
| ------ | ------------------- | --------- |
|        | Garmin Sharp        | 52u47'31" |
| 2      | Wanty-Groupe Gobert | + 41"     |
| 3      | Metec-TKH           | + 42"     |

## Klassementenverloop
| Etappe       | Winnaar          | Algemeen klassement · | Puntenklassement · | Sprintklassement · | Bergklassement ·   | Ploegenklassement |
| ------------ | ---------------- | --------------------- | ------------------ | ------------------ | ------------------ | ----------------- |
| P            | Philippe Gilbert | Philippe Gilbert      | Philippe Gilbert   | niet uitgereikt    | niet uitgereikt    | Garmin Sharp      |
| 2            | Marcel Kittel    | Marcel Kittel         | Marcel Kittel      | Timo Roosen        | niet uitgereikt    | Garmin Sharp      |
| 3            | Greg Henderson   | Marcel Kittel         | Tyler Farrar       | Timo Roosen        | Ronan van Zandbeek | Garmin Sharp      |
| 4            | Philippe Gilbert | Philippe Gilbert      | Philippe Gilbert   | Timo Roosen        | Dries Hollanders   | Garmin Sharp      |
| 5            | André Greipel    | Philippe Gilbert      | Tyler Farrar       | Timo Roosen        | Dries Hollanders   | Garmin Sharp      |
| 0Eindstanden | 0Eindstanden     | Philippe Gilbert      | Tyler Farrar       | Timo Roosen        | Dries Hollanders   | Garmin Sharp      |

## UCI Europe Tour
In deze Ster ZLM Toer waren punten te verdienen voor de ranking in de UCI Europe Tour 2014. Enkel renners die uitkwamen voor een (pro-)continentale ploeg, maakten aanspraak om punten te verdienen.
| Positie                      | 1e | 2e | 3e | 4e | 5e | 6e | 7e | 8e | 9e | 10e | 11e | 12e |
| Eindklassement               | 80 | 56 | 32 | 24 | 20 | 16 | 12 | 8  | 7  | 6   | 5   | 3   |
| Per etappe                   | 16 | 11 | 6  | 5  | 4  | 2  |    |    |    |     |     |     |
| Drager leiderstrui (per dag) | 8  |    |    |    |    |    |    |    |    |     |     |     |

| #  | Renner              | Ploeg                         | Punten |
| -- | ------------------- | ----------------------------- | ------ |
| 1  | Michael Van Staeyen | Topsport Vlaanderen-Baloise   | 12     |
| 2  | Roy Jans            | Wanty-Groupe Gobert           | 9      |
| 3  | Wout van Aert       | Vastgoedservice-Golden Palace | 8      |
| 4  | Steven Lammertink   | Jo Piels                      | 5      |
| 4  | Tijmen Eising       | Metec-TKH                     | 5      |
| 6  | Tim Merlier         | Sunweb-Napoleon Games         | 4      |
| 6  | Coen Vermeltfoort   | De Rijke                      | 4      |
| 6  | Mike Teunissen      | Rabobank DT                   | 4      |
| 9  | Maurits Lammertink  | Jo Piels                      | 3      |
| 10 | Brian van Goethem   | Metec-TKH                     | 2      |
| 10 | Jempy Drucker       | Wanty-Groupe Gobert           | 2      |
| 10 | Dylan Groenewegen   | De Rijke                      | 2      |

Etappewedstrijden

 Ster van Bessèges ·
 Ronde van de Middellandse Zee ·
 Ruta del Sol ·
 Ronde van de Algarve ·
 Ronde van de Haut-Var ·
 Driedaagse van West-Vlaanderen ·
 Internationale Wielerweek ·
 Internationaal Wegcriterium ·
 Driedaagse van De Panne-Koksijde ·
 Ronde van de Sarthe ·
 Ronde van Trentino ·
 Ronde van Turkije ·
 Vierdaagse van Duinkerke ·
 Ronde van Azerbeidzjan ·
 Szlakiem Grodów Piastowskich ·
 Ronde van Castilië en León ·
 Ronde van Picardië ·
 Ronde van Noorwegen ·
 World Ports Classic ·
 Ronde van Beieren ·
 Ronde van België ·
 Tour des Fjords ·
 Ronde van Estland ·
 Ronde van Luxemburg ·
 Boucles de la Mayenne ·
 Ster ZLM Toer ·
 Ronde van Slovenië ·
 Route du Sud ·
 Ronde van Oostenrijk ·
 Sibiu Cycling Tour ·
 Ronde van Wallonië ·
 Ronde van Portugal ·
 Ronde van Denemarken ·
 Ronde van de Ain ·
 Ronde van Burgos ·
 Arctic Race of Norway ·
 Ronde van de Limousin ·
 Ronde van Poitou-Charentes ·
 Ronde van Groot-Brittannië ·
 Ronde van Gévaudan Languedoc-Roussillon ·
 Eurométropole Tour
Eendaagse wedstrijden

 GP La Marseillaise ·
 Grote Prijs van de Etruskische Kust ·
 Trofeo Palma ·
 Trofeo Ses Salines ·
 Trofeo Serra de Tramuntana ·
 Trofeo Platja de Muro ·
 Trofeo Laigueglia ·
 Ronde van Murcia ·
 Omloop Het Nieuwsblad ·
 Classic Sud Ardèche ·
 GP Lugano ·
 Clásica de Almería ·
 Kuurne-Brussel-Kuurne ·
 La Drôme Classic ·
 Le Samyn ·
 GP Città di Camaiore ·
 Strade Bianche ·
 Roma Maxima ·
 Ronde van Drenthe ·
 Dwars door Drenthe ·
 Nokere Koerse ·
 GP Nobili Rubinetterie ·
 Handzame Classic ·
 Classic Loire-Atlantique ·
 Grote Prijs van Cholet-Pays de Loire ·
 Dwars door Vlaanderen ·
 Route Adélie de Vitré ·
 Volta Limburg Classic ·
 Grote Prijs Miguel Indurain ·
 Ronde van La Rioja ·
 Scheldeprijs ·
 GP Cerami ·
 Klasika Primavera ·
 Parijs-Camembert ·
 Brabantse Pijl ·
 GP Denain ·
 Ronde van de Finistère ·
 Tro Bro Léon ·
 Ronde van Keulen ·
 La Roue Tourangelle ·
 Rund um den Finanzplatz Eschborn-Frankfurt ·
 Ronde van de Somme ·
 ProRace Berlin ·
 Grote Prijs van Plumelec ·
 Boucles de l'Aulne ·
 Ronde van Zeeland Seaports ·
 GP Kanton Aargau ·
 Ronde van Limburg ·
 Ronde van de Apennijnen ·
 Halle-Ingooigem ·
 Prueba Villafranca de Ordizia ·
 GP Industria & Artigianato-Larciano ·
 Ronde van Toscane ·
 Circuito de Getxo ·
 Polynormande ·
 RideLondon Classic ·
 GP Stad Zottegem ·
 Arnhem-Veenendaal Classic ·
 Châteauroux Classic de l'Indre ·
 Druivenkoers Overijse ·
 Brussels Cycling Classic ·
 GP Fourmies ·
 Ronde van de Doubs ·
 GP Jef Scherens ·
 Coppa Bernocchi ·
 GP van Wallonië ·
 Coppa Agostoni ·
 Ronde van de Drie Valleien ·
 Kampioenschap van Vlaanderen ·
 Grote Prijs Impanis-Van Petegem ·
 Memorial Marco Pantani ·
 GP Industria & Commercio di Prato ·
 GP van Isbergues ·
 Omloop van het Houtland ·
 Duo Normand ·
 Milaan-Turijn ·
 Ronde van het Münsterland ·
 Ronde van de Vendée ·
 Memorial Frank Vandenbroucke ·
 Coppa Sabatini ·
 Parijs-Bourges ·
 Ronde van Emilia ·
 Parijs-Tours ·
 GP Beghelli ·
 Nationale Sluitingsprijs ·
 Chrono des Nations